# Болгарский Морской Флот
«Болга́рский Морско́й Флот» АО (болг. Параходство „Български морски флот“ АД), сокращенно БМФ, известная среди зарубежных профессионалов ещё как Навибулгар (Navibulgar, сокр. от Navigation Maritime Bulgare) — крупнейшая судоходная компания Болгарии.
Офис компании находится в городе Варна. Располагает флотом в несколько десятков судов.

## История
БМФ является преемником компании, основанной в 1892 году. Национализирована в 1947 году. Суда компании перевозили 20-30 % всего болгарского импорта и 30-50 % экспорта в 1960-х годах.
Приватизирована в 2000-х годах. Контрольный пакет акций приобрёл в 2008 году немецко-болгарский консорциум KG Maritime.
Флот БМФ насчитывает 70 судов (в том числе 9 контейнеровозов и 5 танкеров), в компании работает 765 человек.
Порты: 
- Варненский морской порт